# Phallogastraceae
Phallogastraceae Castellano, T. Lebel, Davoodian & K. Hosaka – rodzina grzybów należąca do rzędu Hysterangiales.

## Charakterystyka
Bazydiokarpy od małych (0,2 cm szerokości) do większych (do 5 cm długości i 3 cm szerokości), półkuliste do nieregularnie jajowatych, z podstawą zwężającą się do nieregularnego, trzonu, z białymi ryzomorfami (czasami przebarwiającymi się na różowo). Powierzchnia bazydiokarpu gładka do aksamitnej lub delikatnie włochatej, biała do gliniastobiałej (z różowawymi, łososiowymi, czerwonawymi lub słabo liliowymi przebarwieniami). Perydium o grubości 160–2000 µm. Kolumella rozgałęziona, biaława do półprzezroczystej, galaretowata. Gleba o barwie zielonej, oliwkowozielonej, szarawo-oliwkowej do bladooliwkowej, galaretowata z małymi komorami. Podstawki maczugowate, wąsko maczugowate lub nieregularnie cylindryczne, cienkościenne, szkliste, 6–8 zarodnikowe. Sterygmy małe, niewyraźne. Bazydiospory gładkie, wydłużone, elipsoidalne do podłużnych, cienkościenne, pojedynczo szkliste, oliwkowożółte do miodowożółtych, w masie jasnozielone. Obecne sprzążki. Czasami wydzielają zapach padliny. Gatunki prawdopodobnie saprotroficzne, występujące na próchniejącym drewnie lub liściach, częściowo zagrzebane w ściółce.

## Systematyka i nazewnictwo
Pozycja w klasyfikacji według Index FungorumPhallogastraceae, Hysterangiales, Phallomycetidae, Agaricomycetes, Agaricomycotina, Basidiomycota, Fungi.
Po raz pierwszy takson ten utworzył Marcel Locquin w 1974 r., ale według art. 39.1 międzynarodowego kodeksu nomenklatury botanicznej z Shenzhen jest on nieważny. Obecny takson i jego opis podali Michael Angelo Castellano, Teresa Lebel, Naveed Davoodian i Kentaro Hosaka w 2021 r.
Według Index Fungorum bazującego na Dictionary of the Fungi do rodziny Phallogastraceae należą dwa rodzaje:
- Phallogaster Morgan 1893 – pękacz
- Protubera Möller 1895

Nazwy naukowe według Index Fungorum, nazwa polska według W. Wojewody